# ELPIGAZ
ELPIGAZ Sp. z o.o. – producent i dostawca rozwiązań dla motoryzacji w zakresie gazowych układów zasilania pojazdów, zbiorników LPG i ciśnieniowych zbiorników powietrza oraz sprężarek. Historia dzisiejszej firmy ELPIGAZ składa się z historii dwóch firm: Zakładu produkcji zbiorników, który powstał w latach 50. jako Zakłady Metalowe Przemysłu Terenowego Polmo-Autosan w Gorlicach oraz firmy ELPIGAZ, specjalizującej się w produkcji, dystrybucji i sprzedaży asortymentu związanego z samochodowymi instalacjami gazowymi LPG i CNG, która powstała w 1996 roku. W marcu 2009 roku nastąpiła fuzja ELPIGAZ Sp. z o.o. i Polmocon Sp. z o.o. w wyniku której powstało jedno przedsiębiorstwo, z siedzibą w Gdańsku i z Zakładem Produkcji Zbiorników (ZPZ) Polmocon w Gorlicach, które funkcjonuje pod nazwą ELPIGAZ sp. z o.o..
Firma ELPIGAZ jest członkiem organizacji Polska Organizacja Gazu Płynnego (POGP). i Światowa Organizacja Gazu Płynnego (WLPGA).

## Historia
- 1996 – rejestracja działalności pod nazwą ELPIGAZ
- 1997 – powstanie spółki cywilnej ELPIGAZ s.c.
- 1998 – podpisanie z CENTRUM DAEWOO Sp. z o.o. umowy o dopuszczeniu możliwości stosowania w samochodach produkcji Daewoo gazowego zasilania zespołu napędowego w postaci instalacji firmy ELPIGAZ
- 2000 – uzyskanie Świadectwa homologacji sposobu montażu instalacji przystosowującej pojazd do zasilania gazowego LPG PL*0011*00/G wydane przez Ministerstwo Infrastruktury
- 2001 – zmiana statusu prawnego na Sp. z o.o. – rejestracja ELPIGAZ sp. z o.o.
- 2005 – uzyskanie Świadectwa homologacji sposobu montażu instalacji przystosowującej pojazd do zasilania gazowego CNG PL*0042*00/G wydane przez Ministerstwo Infrastruktury
- 2006 – zakup firmy Polmo w Gorlicach i powstanie Polmoconu. Na początku 2006 r. wraz ze zmianą właściciela, nastąpiła zmiana nazwy z Zakłady Sprzętu Motoryzacyjnego „POLMO” Sp. z o.o. w Gorlicach na POLMOCON Sp. z o.o.
- 2009 – ELPIGAZ organizuje europejskie wydarzenie w dziedzinie autogazu – pierwszy E-GIFT[3], czyli European Gas Independent Fuel Tour – szeroko zakrojony projekt promocji LPG jako ekonomicznie i ekologicznie przyjaznego paliwa dostępnego od zaraz. W ramach E-GIFT w Polsce odbył się Pierwszy Zielony Konwój LPG, czyli rajd pojazdów zasilanych gazem płynnym: 1000 kilometrów na LPG w ciągu 3 dni, 400 uczestników podczas 5 konferencji zorganizowanych w największych miastach Polski, 15 ekspertów z kraju i z zagranicy, 12 różnych pojazdów zasilanych LPG.
- 2010 – uzyskanie Świadectwa homologacji instalacji LPG zgodnie z Regulaminem Nr. 115 dla pojazdów grup: BMW, KIA/Hyundai, Mercedes (Mercedes-Benz, Maybach, Smart), Opel/Saab, Renault (Renault, Nissan, Dacia), Volkswagen (Audi, VW, Skoda, Seat)
- 2010 – ELPIGAZ jak pierwsza firma w Polsce uzyskała Świadectwo homologacji sposobu montażu instalacji przystosowującej pojazdy (M2, N2, M3, N3) z silnikami wysokoprężnymi (Diesla) do zasilania gazowego (LPG) PL*0059*00/G oraz PL*0060*00/G wydane przez Ministerstwo Infrastruktury
- 2010 – organizacja II edycji E-GIFT, czyli European Gas Independent Fuel Tour
- 2011 – uzyskanie Świadectwa homologacji sposobu montażu instalacji przystosowującej pojazdy (M1, N1) z silnikami wysokoprężnymi (Diesla) do zasilania gazowego (ON+LPG) PL*0062*00/G wydane przez Ministerstwo Infrastruktury oraz Świadectwo homologacji sposobu montażu instalacji przystosowującej pojazdy kategorii N3 z silnikami wysokoprężnymi (Diesla), przeznaczone do przewozu materiałów niebezpiecznych (ADR) do zasilania gazowego (LPG) PL*0060*05/G wydane przez Ministerstwo Infrastruktury
- 2012 – uzyskanie w Światowej Organizacji Własności Intelektualnej (WIPO) ochrony patentowej w trybie PCT na wynalazek – zbiornik ciśnieniowy zwłaszcza czterodennicowy
- 2013 – uzyskanie Świadectwa homologacji sposobu montażu instalacji przystosowującej pojazdy (M1, N1, M2, N2, M3, N3) z silnikami wysokoprężnymi (Diesla) do zasilania gazowego (CNG) PL*0078*00/G, PL*0079*00/G oraz PL*0080*00/G wydane przez Ministerstwo Infrastruktury
- 2013 – udział w Międzynarodowym Rajdzie Pojazdów CNG – Blue Corridor 2013 Hansa – wystawienie do udziału pojazdu BMW 520d Dual Fuel (gazodiesel – gaz ziemny i olej napędowy)[4]

## Nagrody
- 1999 – Nagroda III Forum Gazowego dla układu sterującego ilością gazu dla samochodów wyposażonych w katalizator i sondę lambda
- 2001 – Nagroda V Międzynarodowego Forum Gazowego za układ sterujący ilością gazu stosowany w samochodowych instalacjach LPG
- 2003 – Nagroda VII Międzynarodowego Forum Gazowego za układ sterujący ilością gazu stosowany w samochodowych instalacjach LPG
- 2004 – Nagroda VIII Międzynarodowego Forum Gazowego za jednostopniowy reduktor – parownik do wtrysku gazu
- 2006 – Nominacja Liść Dębu Polskiego Rynku Autogazu za Najbardziej Ekologiczny Produkt Roku – przyznana przez Koalicję na Rzecz Autogazu
- 2006 – Nagroda X Międzynarodowego Forum Gazowego za Serwis Dedykowany Elpigaz
- 2007 – Nagroda XI Międzynarodowego Forum Gazowego za samochodową instalację gazową do silników z wtryskiem bezpośrednim
- 2008 – Złoty Medal Międzynarodowych Targów Płowdiw w Bułgarii
- 2011 – Medal Europejski za zbiorniki LPG, nagroda przyznana przez Europejski Komitet Ekonomiczno-Społeczny, Ministerstwo Spraw Zagranicznych oraz przez Business Centre Club
- 2012 – Rynkowy Lider Innowacji, tytuł przyznany przez Strefę Gospodarki, ogólnopolski dodatek do Dziennika Gazeta Prawna
- 2012 – Godło Najwyższa Jakość Quality International w kategorii QI Produkt – nagroda przyznana przez magazyn Forum Biznesu
- 2012 – Instalacja Nowej Ery – nagroda przyznana w konkursie Napęd Nowej Ery organizowanym przez spółkę Orlen Gaz i portal e-petrol
- 2012 – Produkt Innowacyjny dla Logistyki – nagroda przyznana przez magazyn EuroLogistics za Dual Fuel System
- 2013 – Polski Produkt Przyszłości – wyróżnienie przyznane przez Polską Agencję Rozwoju Przedsiębiorczości w kategorii Wyrób Przyszłości w Fazie Wdrożeniowej za linię toroidalnych zbiorników Hit do samochodowych instalacji LPG